# La Coulonche
La Coulonche és un municipi francès situat al departament de l'Orne i a la regió de Normandia. L'any 2007 tenia 505 habitants.

## Demografia

### Població
El 2007 la població de fet de La Coulonche era de 505 persones. Hi havia 209 famílies de les quals 58 eren unipersonals (33 homes vivint sols i 25 dones vivint soles), 61 parelles sense fills, 82 parelles amb fills i 8 famílies monoparentals amb fills.
La població ha evolucionat segons el següent gràfic:
Habitants censats

### Habitatges
El 2007 hi havia 261 habitatges, 211 eren l'habitatge principal de la família, 41 eren segones residències i 9 estaven desocupats. 253 eren cases i 5 eren apartaments. Dels 211 habitatges principals, 174 estaven ocupats pels seus propietaris, 35 estaven llogats i ocupats pels llogaters i 2 estaven cedits a títol gratuït; 18 tenien dues cambres, 51 en tenien tres, 60 en tenien quatre i 81 en tenien cinc o més. 183 habitatges disposaven pel capbaix d'una plaça de pàrquing. A 94 habitatges hi havia un automòbil i a 98 n'hi havia dos o més.

### Piràmide de població
La piràmide de població per edats i sexe el 2009 era:
| Homes | Edats   | Dones |
| ----- | ------- | ----- |
| 0     | 95 o +  | 0     |
| 0     | 90 a 94 | 0     |
| 0     | 85 a 89 | 0     |
| 0     | 80 a 84 | 0     |
| 12    | 75 a 79 | 8     |
| 16    | 70 a 74 | 12    |
| 12    | 65 a 69 | 16    |
| 8     | 60 a 64 | 4     |
| 8     | 55 a 59 | 4     |
| 12    | 50 a 54 | 28    |
| 8     | 45 a 49 | 20    |
| 28    | 40 a 44 | 12    |
| 12    | 35 a 39 | 8     |
| 28    | 30 a 34 | 24    |
| 20    | 25 a 29 | 36    |
| 28    | 20 a 24 | 28    |
| 20    | 15 a 19 | 0     |
| 12    | 10 a 14 | 16    |
| 12    | 5 a 9   | 12    |
| 16    | 0 a 4   | 24    |

## Economia
El 2007 la població en edat de treballar era de 315 persones, 255 eren actives i 60 eren inactives. De les 255 persones actives 235 estaven ocupades (126 homes i 109 dones) i 20 estaven aturades (8 homes i 12 dones). De les 60 persones inactives 20 estaven jubilades, 25 estaven estudiant i 15 estaven classificades com a «altres inactius».

### Ingressos
El 2009 a La Coulonche hi havia 219 unitats fiscals que integraven 526,5 persones, la mediana anual d'ingressos fiscals per persona era de 16.813 €.

### Activitats econòmiques
Dels 11 establiments que hi havia el 2007, 1 era d'una empresa de fabricació d'altres productes industrials, 4 d'empreses de construcció, 2 d'empreses de comerç i reparació d'automòbils, 2 d'empreses d'hostatgeria i restauració, 1 d'una empresa de serveis i 1 d'una entitat de l'administració pública.
Dels 6 establiments de servei als particulars que hi havia el 2009, 1 era un taller de reparació d'automòbils i de material agrícola, 1 guixaire pintor, 1 fusteria, 2 lampisteries i 1 restaurant.
L'únic establiment comercial que hi havia el 2009 era una llibreria.
L'any 2000 a La Coulonche hi havia 22 explotacions agrícoles que ocupaven un total de 486 hectàrees.

## Equipaments sanitaris i escolars
El 2009 hi havia una escola elemental integrada dins d'un grup escolar amb les comunes properes formant una escola dispersa.

## Poblacions més properes
El següent diagrama mostra les poblacions més properes.